# Vielgestaltige Kohlenbeere
Die Vielgestaltige Kohlenbeere (Jackrogersella multiformis, Syn. Hypoxylon multiforme) ist eine häufige Pilzart aus der Familie der Holzkeulenverwandten (Xylariaceae).

## Merkmale
Die Fruchtkörper (Stromata) sind im Umriss rundlich oder länglich. Oft wachsen einige von ihnen zusammen und bilden unregelmäßige Krusten. Diesen können bis zu fünf Millimeter dick werden. Sie sind zunächst dunkel rotbraun, später schwarz gefärbt. Die Oberfläche ist durch die darunter liegenden Perithecien höckerig, sie stehen etwas hervor. Das Innere (Endostoma) ist schwarz.
Das Sporenpulver ist schwarz gefärbt. Die Sporen selbst sind dunkel olivbraun getönt, elliptisch-bohnenförmig und glatt. Sie besitzen eine Keimspalte und ein bis zwei hellere Öltropfen. Die Sporen messen 8,5 bis 10,5 mal 3,5 bis 5 Mikrometer. Die Asci sind zylindrisch, gestielt und bis etwa 200 Mikrometer lang.

## Artabgrenzung
Charakteristisch für die Vielgestaltige Kohlenbeere sind die relativ großen, harten, schwarzen Krusten. Die Zusammengedrängte Kohlenbeere (Jackrogersella cohaerens) bildet flachere Stromata, deren obere Begrenzung meist ebener ist. Vertreter der Gattung Nemania sind ebenfalls deutlich flacher. Ähnlichkeit besitzt auch der Brandkrustenpilz (Kretzschmaria deusta), dessen Fruchtkörper sich meist schon mit etwas Druck zerbrechen lassen.

## Ökologie
Die Vielgestaltige Kohlenbeere ist ganzjährig an abgestorbenem Laubholz zu finden, das seine Rinde noch besitzt. Bevorzugt werden Birken (Betula) besiedelt. Außerdem dienen Traubenkirsche (Prunus padus) und Erlen (Alnus), selten andere Hölzer als Substrat.